# Victoria Stilwell
Victoria Stilwell (Wimbledon, 1969. július 20. –) kutyakiképző, író és televíziós személyiség. Stilwell készíti a világ különböző országaiban nagy sikerrel játszott TV műsort, melynek az "It's me or the Dog" (A póráz két végén) címet adta. A műsor tanácsokat és megoldásokat ad családoknak kutyás gondjaikkal kapcsolatban.

## Életrajz
Stilwell színésznek tanult. Több filmben is szerepet kapott (1992 The Bill, 1994 Bram Stoker's Dracula). Játszott még a londoni West End színházban, részt vett reklámokban és szinkronizált.

### Kutyakiképzés
Azzal a céllal, hogy kiegészítse színésznői jövedelmét, Stilwell állatorvos nővére azt javasolta, hogy kezdjen bele egy kutyasétáltató vállalkozásba. Egy hónapon belül Victoria naponta 20 kutyát sétáltatott meg, tízet reggel és tízet esténként. Miután találkozott más kutyakiképzőkkel, Stilwell előadásokra és gyakorlati órákra járt. Számtalan könyvet és cikket elolvasott, miután együtt dolgozott Anglia méltán tisztelt kutyakiképzőivel és viselkedéskutatóival, kiszélesítette elhivatottsági körét a kutyakiképzésre.
1999-ben, Victoria Manhattanbe költözött ahol megalapította cégét, New York Kutyakiképzői névvel. Ez egy kutyakiképző és viselkedés szabályzó cég, mely elsősorban családokkal dolgozik együtt, gyermekeket oktat a biztonságos és hatékony kutyatartásra. Rengeteg időt szentelt a New York-i menhelyeken lévő állatok megmentésére, viselkedés rehabilitációt végzett számos elaltatásra váró kutyánál, megmentve őket a haláltól. Tanácsadóként rendszeres előadásokat tartott a kutyamentés és rehabilitáció témájában.
2002-ben Victoria kiterjesztette vállalkozását és megalapította a New Jersey Kutyakiképzői cégét. Dolgozott önkéntes örökbefogadási tanácsadóként az ASPCA-nak (American Society for the Prevention of Cruelty to Animals–Amerikai Állatvédelmi Liga). Kutyás témájú írásait megannyi magazinban és folyóiratban publikálta. Victoriát elismeri az Állati Viselkedéskutató és Oktató Társaság és tagja a Kisállat-és Kutyakiképzők Amerikai Intézetének.

### A póráz két végén
(angolul: It's Me or the Dog)
A TV műsor házigazdájaként, Stilwell megosztja pozitív, jutalom központú kutyakiképzési módszereit. Minden egyes epizódban, meglátogat otthonában egy családot, akiknek kutyája (kutyái) bizonyítottan viselkedési problémákkal küszködik. Megfigyeli a kutyát és a gazdit saját környezetükben, majd eltölt pár napot azzal, hogy betanítja a gazdit, hogy hogyan teremtsen jobb légkört kutyája és a vele élők számára. Majd magukra hagyja őket, hogy saját szájízük szerint alkalmazzák Victoria elképzeléseit. Valamivel később (rendszerint több hét múlva), Victoria visszatér, hogy értékelje miként dolgozik össze kutya és gazdája, és ha szükséges, mond még pár javaslatot a kiképzéssel kapcsolatban. Victoria ismert az ő „elég a butaságból” megközelítéséről. A véleménye az, hogy leggyakrabban a gazdi, és nem az eb a felelős a viselkedési problémáiért.
A műsort az Angol Ricochet cég készíti, és Amerikában az Animal Planet-en sugározza, Angliában a Channel 4-on, Channel 10-en Ausztráliában és még 20 másik országban. Magyarországon a Spektrum televízió sugározza. Stilwell írt még egy kézikönyv sorozatot is Miként lehet tökéletes kisállatunk (angolul: It's Me or the Dog : How to Have the Perfect Pet) címmel. Az Egyesült Államokban a Hyperion kiadó gondozásában jelent meg és a Harper Collins kiadó jóvoltából világszerte. Második könyvét a Miként lehet egészséges, boldog kedvencünk (angolul: Fat dog Slim: How to Have a Healthy, Happy Pet) Angliában adták ki 2007 februárjában.
Az első „It's Me or the Dog” évad után a Legjobb Tényközlő Szórakoztató Műsor kategóriában jelölték a neves angol TV Quick Awards-on. Az első könyve „It's Me or the Dog: How to Have the Perfect Pet” bekerült a Dogs Today magazin, legjobb valaha írt kutyás könyvei közé.

### Mozgalom
Stilwell a Waterside Action Group (WAG) védnöke, amely a kölyökkutya-kereskedelem ellen lép fel. Többek közt olyan szervezeteknek is a tagja, mint a Deed Not Breed, (amely azért kampányol, hogy újraírják az Angol Veszélyes Kutyákról Szóló Törvényt, hogy eltöröljék a fajta-specifikus legalizációt). Tagja a Vets Get Scanning-nek, mely felhívja a figyelmet a kötelező kisállat mikrochipek állatorvos általi ellenőrzésére.

### Magánélet
Stilwell férjével Van Zeilerrel akkor találkozott, mikor szerepet játszott a West End Buddy produkciójában a „The Buddy Holly Story”-ban. A pár lányukkal együtt Georgiában, Atlantában élnek. Munkája miatt, Stilwell jelenleg nem tart kutyát, de 2001 óta nevelget kutyákat kiknél esedékessé válik az eutanázia a menhelyeken. Stilwell és férje otthont adnak a kutyusoknak míg megfelelő helyet nem találnak nekik. Kifejtette, hogy: "átgondolva, hogy mennyit utazik a család , felelőtlen lenne kutyát tartanunk s nem lenne fair az állattal szemben sem." A pár több mint 50 kutyusnak és cicának talált új otthont.